# Marin Barbu
Marin Barbu (* 27. September 1958 in Bukarest) ist ein ehemaliger rumänischer Fußballspieler und derzeitiger Fußballtrainer, der im Moment vereinslos ist.
Seine Spielerkarriere wurde durch die bei Steaua Bukarest und FCM Brașov verbrachte Zeit geprägt.
Als Trainer war er bei vielen rumänischen Traditionsklubs tätig.